# Инютин, Павел Ефимович
Павел Ефимович Инютин (15.11.1911 — 1.10.1983) — металлург КМК, Герой Социалистического Труда.
Родился в деревне Лаухино Каинского уезда Томской губернии.
В 1930 году пришёл на Кузнецкстрой. Работал землекопом на строительстве доменной печи. После пуска печи стал работать на ней пятым подручным. Затем стал горновым. Внёс большой вклад в установление восьмиразового выпуска чугуна
В 1963 был переведён на Западно-Сибирский металлургический комбинат.
Участвовал в пуске и освоении первой и второй доменных печей ЗСМК. Печи стала работать  на десятиразовом и двенадцатиразовом выпуске чугуна.
Умер в Новокузнецке в 1983 году.